# Kinesisk fjärilsrök
Kinesisk fjärilsrök (Hypecoum leptocarpum) är en vallmoväxtart som beskrevs av Joseph Dalton Hooker och Thoms.. Enligt Catalogue of Life ingår Kinesisk fjärilsrök i släktet fjärilsrökar och familjen vallmoväxter, men enligt Dyntaxa är tillhörigheten istället släktet fjärilsrökar och familjen vallmoväxter. Arten förekommer tillfälligt i Sverige, men reproducerar sig inte. Inga underarter finns listade i Catalogue of Life.